# X Games
X Games är ett årligt kommersiellt sportevenemang som ägs och produceras av TV-kanalsorganisationen ESPN och som fokuserar på extremsporter som exempelvis snowboard och skateboard men även motorsporter som motocross.
Deltagarna tävlar om medaljer och prispengar.
X Games hölls första gången sommaren 1995 i Newport, Rhode Island och har arrangerats flest gånger i Los Angeles åren 2003–2013. 1997 började även ESPN anordna X Games under vintersäsongen, där Aspen, Colorado har stått värd sedan 2002.

## Grenar i X Games
- BMX
- Freestyle Motocross
- Skateboard
- Surfing
- Rally
- Moto X Speed & Style
- BMX Superpark

## Grenar i Vinter X Games
- Freeski
- Skicross
- Slopestyle (snowboard och skidor)
- Superpipe (snowboard och skidor)
- Big Air (snowboard och skidor)
- Snowboardcross
- Snöskoter

## Värdplatser genom åren
| År   | Sommar-X Games             | Vinter-X Games             | Asien                  | Asien               | Europa             | Europa                   | Latinamerika | Oceanien | År   |
| År   | Sommar-X Games             | Vinter-X Games             | Sommar                 | Vinter              | Sommar             | Vinter                   | Latinamerika | Oceanien | År   |
| ---- | -------------------------- | -------------------------- | ---------------------- | ------------------- | ------------------ | ------------------------ | ------------ | -------- | ---- |
| 1995 | Newport, Rhode Island      |                            |                        |                     |                    |                          |              |          | 1995 |
| 1996 | Newport, Rhode Island      | 1996                       |                        |                     |                    |                          |              |          |      |
| 1997 | San Diego, Kalifornien     | Big Bear Lake, Kalifornien | 1997                   |                     |                    |                          |              |          |      |
| 1998 | San Diego, Kalifornien     | Crested Butte, Colorado    | Phuket, Thailand       | 1998                |                    |                          |              |          |      |
| 1999 | San Francisco, Kalifornien | Crested Butte, Colorado    | Phuket, Thailand       | 1999                |                    |                          |              |          |      |
| 2000 | San Francisco, Kalifornien | Mount Snow, Vermont        | Phuket, Thailand       | 2000                |                    |                          |              |          |      |
| 2001 | Philadelphia, Pennsylvania | Mount Snow, Vermont        | Phuket, Thailand       | 2001                |                    |                          |              |          |      |
| 2002 | Philadelphia, Pennsylvania | Aspen, Colorado            | Kuala Lampur, Malaysia | 2002                |                    |                          |              |          |      |
| 2003 | Los Angeles, Kalifornien   | Aspen, Colorado            | Kuala Lampur, Malaysia | 2003                |                    |                          |              |          |      |
| 2004 | Los Angeles, Kalifornien   | Aspen, Colorado            | Kuala Lampur, Malaysia | 2004                |                    |                          |              |          |      |
| 2005 | Los Angeles, Kalifornien   | Aspen, Colorado            | Seoul, Sydkorea        | 2005                |                    |                          |              |          |      |
| 2006 | Los Angeles, Kalifornien   | Aspen, Colorado            | Kuala Lampur, Malaysia | 2006                |                    |                          |              |          |      |
| 2007 | Los Angeles, Kalifornien   | Aspen, Colorado            | Shanghai, Kina         | Mexico City, Mexico | 2007               |                          |              |          |      |
| 2008 | Los Angeles, Kalifornien   | Aspen, Colorado            | Shanghai, Kina         | Mexico City, Mexico | 2008               |                          |              |          |      |
| 2009 | Los Angeles, Kalifornien   | Aspen, Colorado            | Shanghai, Kina         |                     | 2009               |                          |              |          |      |
| 2010 | Los Angeles, Kalifornien   | Aspen, Colorado            | Shanghai, Kina         | Tignes, Frankrike   | 2010               |                          |              |          |      |
| 2011 | Los Angeles, Kalifornien   | Aspen, Colorado            | Shanghai, Kina         | Tignes, Frankrike   | 2011               |                          |              |          |      |
| 2012 | Los Angeles, Kalifornien   | Aspen, Colorado            | Shanghai, Kina         | Tignes, Frankrike   | 2012               |                          |              |          |      |
| 2013 | Los Angeles, Kalifornien   | Aspen, Colorado            | Shanghai, Kina         | Tignes, Frankrike   | Barcelona, Spanien | Foz do Iguaçu, Brasilien | 2013         |          |      |
| 2013 | Los Angeles, Kalifornien   | Aspen, Colorado            | Shanghai, Kina         | Tignes, Frankrike   | München, Tyskland  | Foz do Iguaçu, Brasilien | 2013         |          |      |
| 2014 | Austin, Texas              | Aspen, Colorado            | Shanghai, Kina         |                     |                    |                          | 2014         |          |      |
| 2015 | Austin, Texas              | Aspen, Colorado            | Shanghai, Kina         | 2015                |                    |                          |              |          |      |
| 2016 | Austin, Texas              | Aspen, Colorado            |                        | Oslo, Norge         | Oslo, Norge        | 2016                     |              |          |      |
| 2017 | Minneapolis, Minnesota     | Aspen, Colorado            |                        | Hafjell, Norge      | 2017               |                          |              |          |      |
| 2018 | Minneapolis, Minnesota     | Aspen, Colorado            | Oslo, Norge            | Oslo, Norge         | Sydney, Australien | 2018                     |              |          |      |
| 2019 | Minneapolis, Minnesota     | Aspen, Colorado            | Oslo, Norge            | Oslo, Norge         | Shanghai, Kina     |                          | 2019         |          |      |
| 2020 | Minneapolis, Minnesota     | Aspen, Colorado            |                        | Chongli, Kina       |                    | Hafjell, Norge           |              |          | 2020 |
| 2021 | Södra Kalifornien          | Aspen, Colorado            |                        |                     |                    |                          |              |          | 2021 |
| 2022 | Ventura, Kalifornien       | Aspen, Colorado            | Chiba, Japan           |                     |                    |                          |              |          | 2022 |
| 2023 | Ventura, Kalifornien       | Aspen, Colorado            | Chiba, Japan           |                     |                    |                          |              |          | 2023 |
| 2024 | Ventura, Kalifornien       | Aspen, Colorado            | Chiba, Japan           |                     |                    |                          |              |          | 2024 |
| 2025 | Sacramento, Kalifornien    | Aspen, Colorado            |                        |                     |                    |                          |              |          | 2025 |

1. 1 2  Under 2016, 2018 och 2019 hölls både sommar- och vinter-X Games Europa samtidigt i Oslo, Norge.
2. 1 2  Både sommar-X Games i USA och den planerade vinter-X Games i Asien ställdes in under 2020 på grund av den rådande covid-19-pandemin.